# 정준상관분석
통계학에서 정준상관분석(canonical-correlation analysis, CCA)은 정준변량분석(canonical variates analysis)이라고도 하며, 교차공분산 행렬로부터 정보를 추론하는 방법이다. 두 벡터 X = (X1, ..., Xn)과 Y = (Y1, ..., Ym)의 확률 변수가 있고, 두 변수 사이에 상관관계가 있다면, 정준상관분석은 서로 최대 상관관계를 갖는 X와 Y의 선형 결합을 찾는다. T. R. 냅은 "흔히 접하는 모수적 유의성 검정은 사실상 두 변수 집합 간의 관계를 조사하는 일반적인 절차인 정준상관분석의 특수한 경우로 취급할 수 있다"고 지적한다. 이 방법은 1936년 해럴드 호텔링(Harold Hotelling)에 의해 처음 도입되었지만, 평면 사이의 각도와 관련하여 이 수학적 개념은 1875년 카미유 조르당(Camille Jordan)에 의해 발표되었다.
CCA는 현재 다변량 통계 및 다중 시점 학습의 초석이며, 확률적 CCA, 희소 CCA, 다중 시점 CCA, 심층 CCA, DeepGeoCCA 등 다양한 해석과 확장이 제안되었다. 안타깝게도, 아마도 CCA의 인기로 인해 관련 문헌의 표기법이 일치하지 않을 수 있다. 본 논문에서는 독자가 기존 문헌과 이용 가능한 기법을 최대한 활용할 수 있도록 이러한 불일치를 강조하고자 한다.
자매 방법인 PCA와 마찬가지로, CCA는 모집단 형태(확률 벡터와 그 공분산 행렬에 해당) 또는 표본 형태(데이터 집합과 그 표본 공분산 행렬에 해당)로 볼 수 있다. 이 두 형태는 서로 거의 완벽하게 유사하기 때문에 그 구분이 종종 간과되지만, 고차원 환경에서는 매우 다르게 동작할 수 있다. 다음으로 모집단 문제에 대한 명확한 수학적 정의를 제시하고, 소위 정준 분해(canonical decomposition)에서 다양한 객체들을 강조한다. 이러한 객체들 간의 차이점을 이해하는 것은 이 기법을 해석하는 데 매우 중요하다.

## 같이 보기
- 주성분 분석
- 선형 판별 분석
- 특잇값 분해